# تحتمس الرابع
تحتمس الرابع هو ابن أمنحوتب الثاني والملكة تى-عا، وهو الملك الثامن في الأسرة الثامنة عشر، وقد حكم من الفترة 1401 إلى 1391 ق.م.

## اسمه بالهيروغليفية
| G26 | F31 | S29 |

ذيحوتي مس...أو تحوتمس
Ḏḥwtj msj(w 
أي "وُلد تحوت "
اسم التتويج :
| N5 · Y5 | L1 | Z2 |

من خبرو رع
Men-cheperu-Re 
 Mn-ḫprw-Rˁ
أي " صور رع باقية "

## حكمه
كان لأمنحتب الثاني خمسة أبناء يتسابقون لخلافة والدعم، حتى أدعى تحتمس الرابع أنه رأى الأله رع في نومه، وتفاصيل هذا الحلم أن أبو الهول تحدث إلى تحتمس  وأخبره أنه إذا قام بإزالة الرمال المتراكمة على تمثاله وحافظ عليه مما يطمسه عن الأعين فإنه سيمنحه تاج مصر.
وقد وجدت هذه الرؤيا مسجلة على لوحة وجدت بين يدي تمثال أبو الهول، وهذه اللوحة تعتبر دليل على ان تحتمس لم يكن الوريث الحقيقى لعرش مصر وأن أخوته كانوا عقبه في سبيل توليه العرش مما جعله يختلق قصة الرؤيا كنوع من التحايل للاستيلاء على العرش بدون حق شرعى، وقد أزال بالفعل الرمال عن أبو الهول وأقام حوله سورا بناه من اللبن.
بعد تولى تحتمس الرابع الحكم قام بحملة على شمالي بلاد سوريا(نهرين) انتصر فيها وأخمد جميع الثورات التي قامت فيها وعاد من هذه الحملة بالغنائم الكثيرة [بحاجة لمصدر]، وعاد عن طريق لبنان التي أخذ منها كم هائل من أخشاب الأرز لبناء سفينة آمون المقدسة وذكرت قصة الأخشاب على مسلة توجد في روما.
وشهدت علاقاته مع سوريا تغيرات كبيرة نتجت عن التحالف السلمى بين المصريين والميتانى والذي توج بالزواج الملكى بين تحتمس الرابع وابنة ارتاتاما الأول ملك ميتانى.
كما قام بحملة ثانية على بلاد كوش بالنوبة حيث قامت ثورة في بلاد واوات، واستطاع هزيمة أعداءه وعاد بأسرى وأسلاب كثيرة.

## آثاره

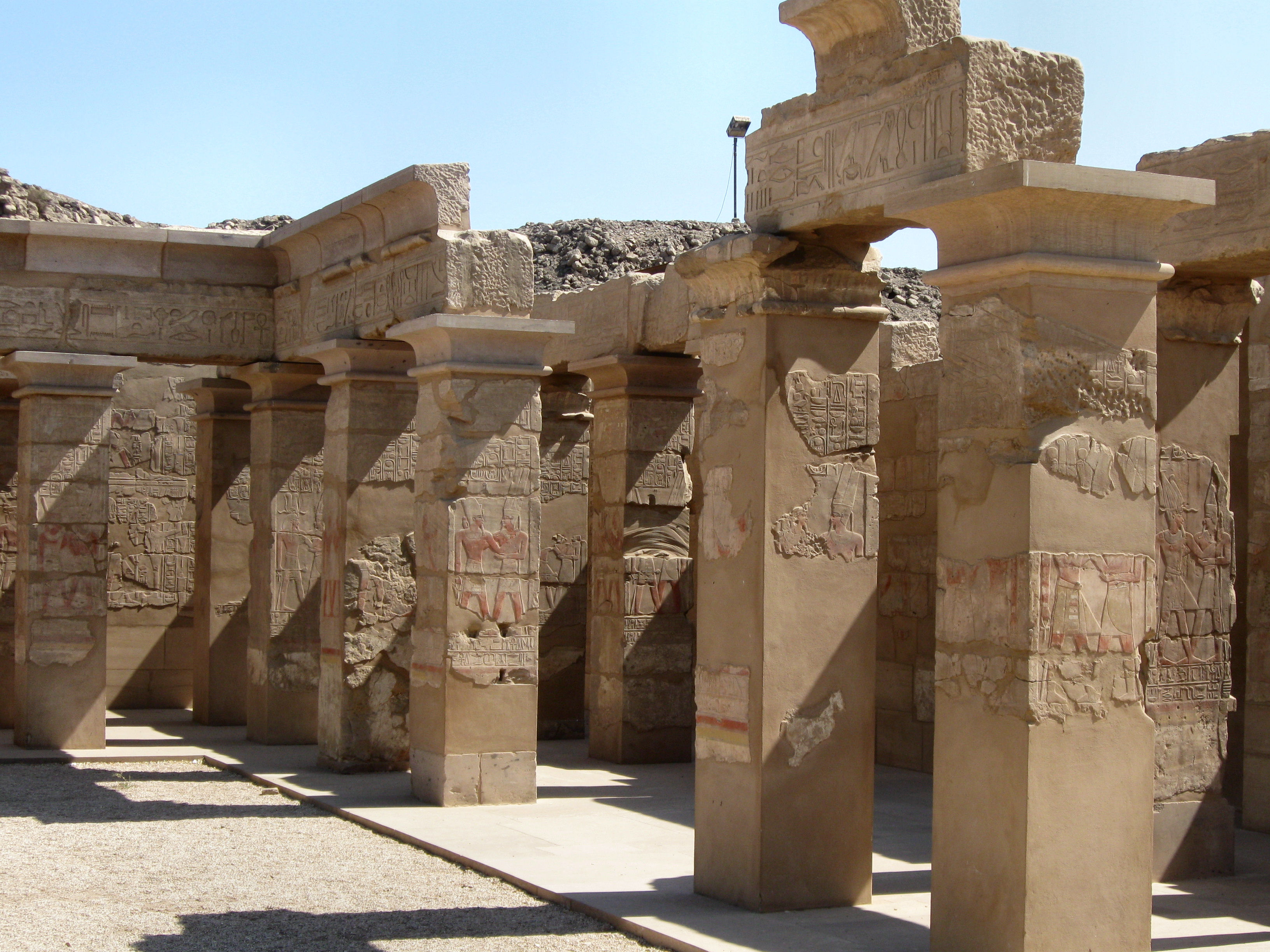
بهو تحتمس الرابع بمعبد الكرنك.

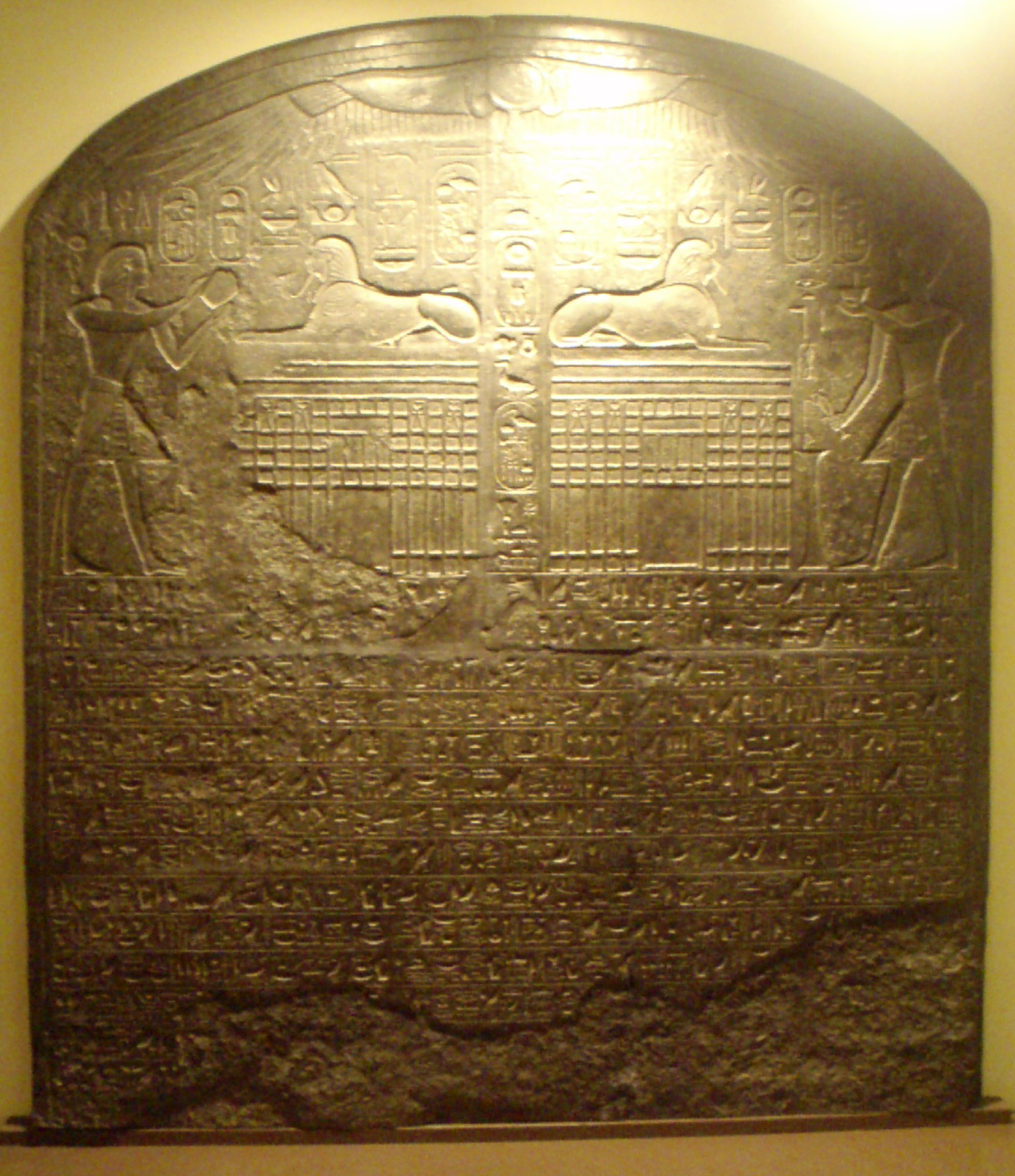
لوحة الحلم (لوحة أبي الهول) التي اقامها تحوتمس الرابع بين قدمي أبي الهول. هذا نموذج منها مصبوب من الجبس ويوجد في المتحف المصري روزيكروسيان في مدينة سان جوزيه.

قام تحتمس بإضافات لكثير من المعابد مثل معبد الكرنك حيث نقش مناظر أضيفت للبوابة الرابعة ونقش أيضا القرابين التي كان قدمها لآمون بعد عودته من حملته الأولى ببلاد آسيا، وعثر له على تماثيل في الكرنك كما قام بتشييد مسلة في معبد الكرنك كانت قد تم قطعها في عهد تحتمس الثالث وهى من الجرانيت الأحمر ويبلغ طولها حوالي 32 متر وتعتبر أطول مسلة في العالم، وعندما قام الرومان بغزو مصر في القرن لأول قبل الميلاد حملوها معهم إلى روما حيث توجد الآن في ميدان سانت بيتر في الفاتيكان.وفقاً لبعض النصوص، فقد أمر الفرعون تحتمس الرابع، الذي حكم مصر بين عامي 1400 و1390 قبل الميلاد، ببناء الجدار بسبب حلم راوده خلال رحلة صيد. أجزاء من الجدار المدفون تحت الرمال على الناحيتين الجنوبية والشرقية للتمثال الهائل، كان علماء الآثار يعتقدون أن هناك جداراً واحداً فقط يقع على الناحية الشمالية للتمثال ويبلغ طول أحد الأجزاء المكتشفة، والذي يمتد من الشمال إلى الجنوب، حوالي 86 متراً (282 قدماً) في حين أن الجزء الآخر يمتد من الشرق إلى الغرب ويبلغ طوله 46 متراً (151 قدماً)، ويبلغ ارتفاع الجدارين متراً واحداً أو ما يعادل ثلاثة أقدام.
كما وجد في معبد دندرة آثار كتب عليها اسمه، وفي منف وفي الكاب وجد معبد صغير وفي الفيوم

## عائلته
تزوج تحتمس الرابع من نفرتاري التي كانت ملكة الأسرة الثامنة عشرة لمصر، وأول زوجة ملكية عظيمة للفرعون. والملكة موت إم ويا والتي يعنى اسمها الإلهه موت في السفينة المقدسة، وهي زوجة ثانوية للملك، وأم الملك أمنحتب الثالث. تزوج أيضا من يعرت (لا يوجد أطفال معروفون للملكة) ومن أميرة من بلاد ميتاني كتوطيد للتحالف بين مصر وبلاد ميتاني. وأنجب تحتمس الرابع بالأضافة إلى خليفته أمنحوتب الثالث ثلاثة ذكور هم تحتمس وأمنمأبت وأمنمحات، وتسعة من الأناث.

## مقبرته
أستمر حكم تحتمس الرابع تسعة أعوام وثمانية أشهر توفى بعدها ودفن في مقبرته التي أعدها لنفسه في وادي الملوك وهى المقبرة رقم43 وقد اكتشفها ثيدور ديفيز في عام 1908 وقد تعرضت المقبرة للنهب ولكن وجدت فيها عدة قطع اثاث وعربة حربية وقد نقلت مومياؤه إلى المقبرة الملكية لأمنحتب الثاني المقبرة رقم 35 في عهد الفوضى التي حدثت في نهب قبور الملوك للبحث عن الكنوز واكتشفت مومياؤه بواسطة فيكتور لورت عام 1898.
وتدل مومياؤه على انه توفى في حوالي الثلاثين ويعتقد انه كان يعانى من مرض قد أدى إلى وفاته حيث كان جسده نحيل جدا

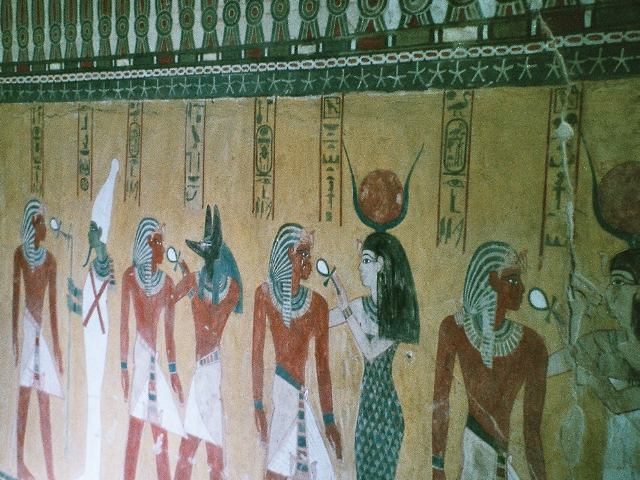
مقبرة تحتمس الرابع
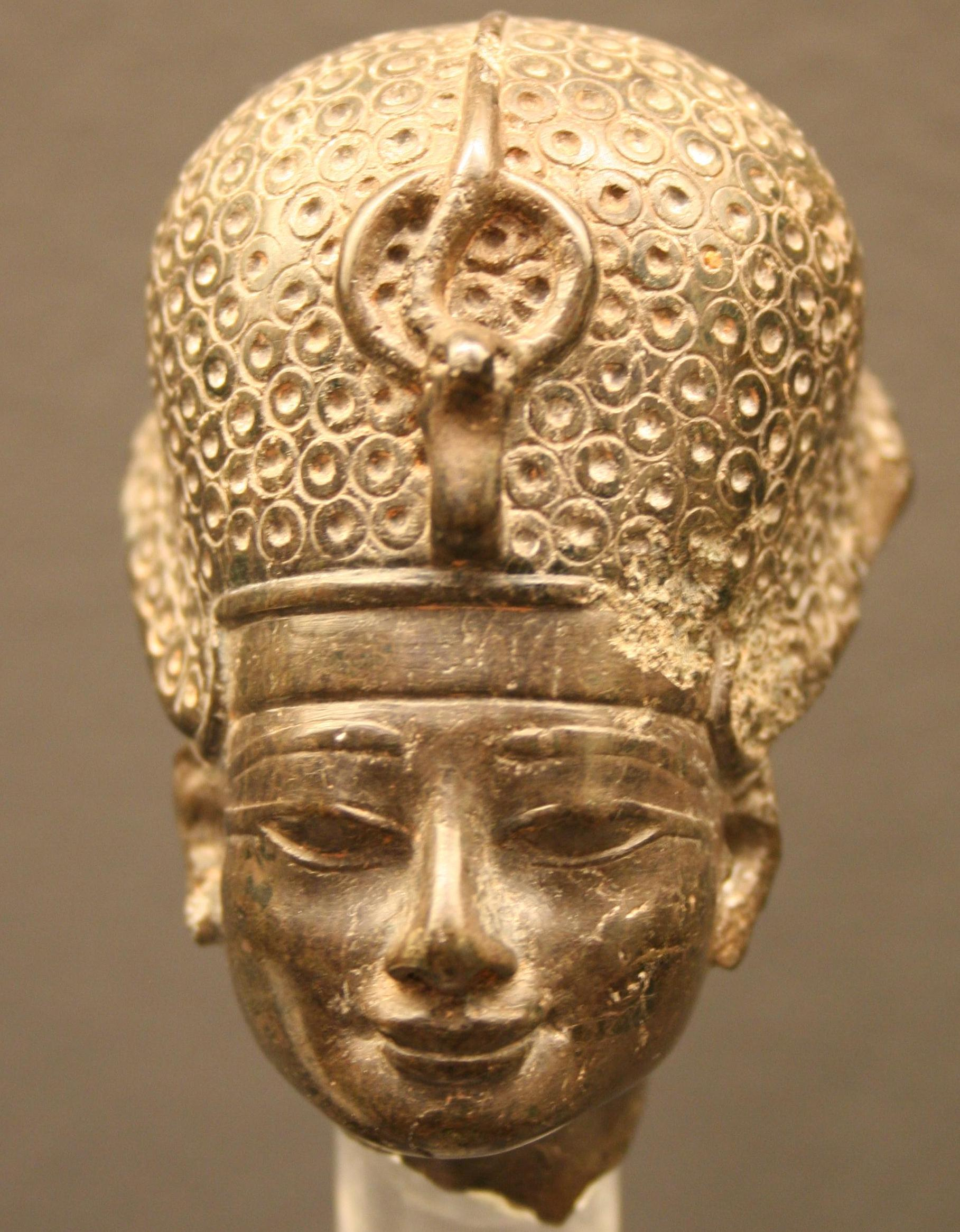
رأس تحنمس الرابع
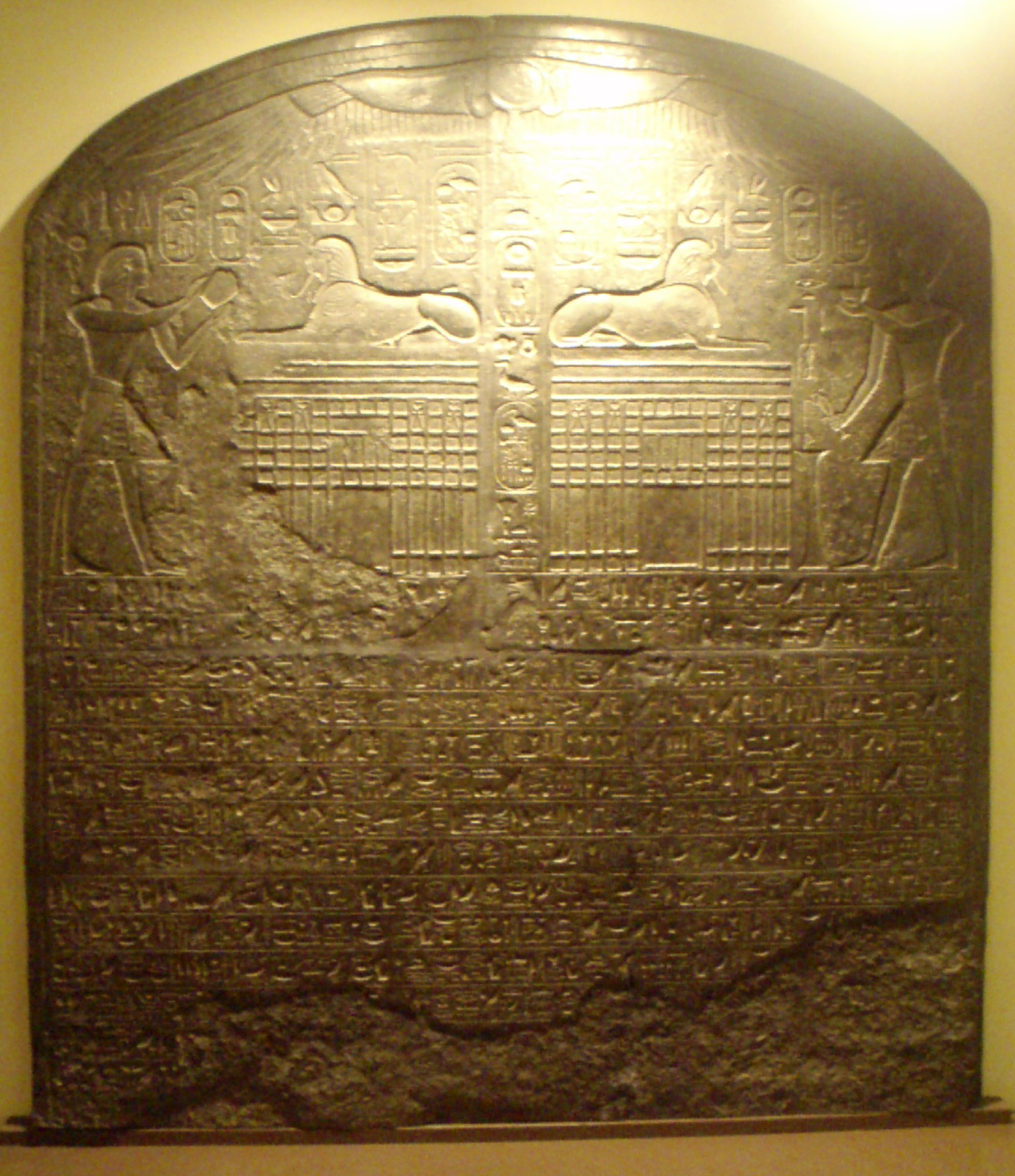
لوح يصف حلم تحتمس الرابع